# 多棘裂江珧
多棘裂江珧（学名：Pinna muricata），又名尖角江珧蛤，为江珧蛤科江珧蛤屬下的一个种。
江珧蛤科舊屬贻贝目，今屬翼形亞綱莺蛤目。

## 分佈
本物種主要分佈於南海、印度尼西亚、韩国、中国大陆、台湾，出现于潮间带沙滩或泥滩、潮间带、多栖息在浅海沙质泥或泥砂质的海底，干潮后在潮间带中区亦有分布。